# Steve Cooper (labdarúgóedző)
Steve Cooper (Pontypridd, 1979. december 10. –) walesi labdarúgó és labdarúgóedző, a Leicester City menedzsere. 2021 és 2023 között a Nottingham Forest vezetőedzője volt, akiket a másodosztály utolsó helyéről egy év alatt a Premier League-be vezetett.
Cooper a Wrexham akadémiáján kezdett edzeni, miközben védőként játszott a walesi bajnokságokban. 2008-ban Liverpoolba költözött és kinevezték akadémia edzőjének 2011-ben. 2014-ben csatlakozott az angol válogatott utánpótlás csapataihoz, először U16-os szinten, majd eljutott a 2017-es U17-es Európa-bajnokság döntőjéig és megnyerte az U17-es világbajnokságot. 2019-ben lett a Swansea City, majd két évvel később a Nottingham Forest vezetőedzője.

## Statisztikák
Frissítve: 2023. december 15.
| Csapat            | -tól                 | -ig                | Mérkőzések | Mérkőzések | Mérkőzések | Mérkőzések | Mérkőzések | For.              |
| Csapat            | -tól                 | -ig                | M          | Gy         | D          | V          | Gy %       | For.              |
| ----------------- | -------------------- | ------------------ | ---------- | ---------- | ---------- | ---------- | ---------- | ----------------- |
| Anglia U16        | 2014. október 13.    | 2015. július 28.   | 8          | 4          | 2          | 2          | 50,0       | [ 3 ] [ 8 ] [ 9 ] |
| Anglia U17        | 2015. július 28.     | 2019. június 13.   | 66         | 45         | 11         | 10         | 68,2       | [ 8 ] [ 6 ] [ 9 ] |
| Swansea City      | 2019. június 13.     | 2021. július 21.   | 105        | 47         | 28         | 30         | 44,8       | [ 10 ] [ 11 ]     |
| Nottingham Forest | 2021. szeptember 21. | 2023. december 19. | 108        | 42         | 27         | 39         | 38,9       | [ 10 ]            |
| Összesen          | Összesen             | Összesen           | 287        | 138        | 68         | 81         | 48,1       |                   |

## Sikerek és díjak

### Edzőként
Anglia U17
- U17-es labdarúgó-világbajnokság: 2017[12]
- U17-es labdarúgó-Európa-bajnokság-ezüstérmes: 2017[13]

Nottingham Foest
- Championship – Rájátszás győztese: 2022[14]

Egyéni
- Championship – A hónap menedzsere: 2019. augusztus,[15] 2021. január,[16] 2022. április[17]